# Eurystyles alticola
Eurystyles alticola är en orkidéart som beskrevs av Donald Dungan Dod. Eurystyles alticola ingår i släktet Eurystyles och familjen orkidéer. Inga underarter finns listade i Catalogue of Life.